# Axel Kroell
Axel Kroell (* 1959 in Witten) ist ein deutscher Filmkomponist, Musikproduzent, Schlagzeuger aus München.

## Leben und Werk
Kroell schloss sein Studium an der Musikhochschule Dortmund ab. Er belegte im Hauptfach Schlagzeug, Summer Intensive Creative Music Studio, Woodstock/NY, versch. Bands im Rock, Pop und Jazzbereich.
Von 1984 bis 1994 folgte ein 10-jähriger Aufenthalt in New York, dort war er als freier Produzent sowie Songwriter, Arrangeur und Programmierer tätig u. a. für und mit Wet Wet Wet, Blow Monkeys, Al Green, Quincy Jones, David Hasselhoff, Arthur Baker, Curtis Mayfield, Afrika Bambaataa, Kurtis Blow, mit Gold und Platinauszeichnungen und Verkäufen von ca. 5 Millionen Tonträgern.
Ab 1994 produzierte er in München u. a. mit Nena, Such a Surge, Grandmaster Flash und komponierte als Filmkomponist für 3000 TV-Episoden für die Serien SOKO München, Sturm der Liebe und Die Bambus-Bären-Bande.
Kroell hat für alle Major-Label gearbeitet und insgesamt bisher ca. 15 Millionen Tonträger verkauft.
Kroell bereitet mehrere Filmproduktionen mit Schwerpunkt Jazz vor, u. a. mit Peter Erskine, Karl Berger, Terrace Martin und Marcus Strickland.